# 頃襄王
頃襄王（けいじょうおう）は、中国戦国時代の楚の王（在位：紀元前298年 - 紀元前263年）。姓は羋、氏は熊。諱は横。懐王の子。

## 生涯
父の懐王によって、太子に立てられた。
懐王26年（紀元前303年）、楚が斉・韓・魏の攻撃を受けると、懐王は秦に救援を求めるため人質として太子横を秦に送った。
懐王27年（紀元前302年）、太子横は秦の大夫と騒動を起こし、これを殺して楚に逃げ帰った。
懐王30年（紀元前299年）、秦が楚を攻撃して8つの城を落とすと、太子横は人質として斉に送られた。懐王が秦に抑留されたため、太子横は帰国して即位した。
頃襄王元年（紀元前298年）、即位直後、秦の攻撃を受けて16の城を失った。秦の攻勢が続き、大国だった楚は懐王の時代から衰勢になっていたためであった。
頃襄王7年（紀元前292年）、秦の昭襄王と講和した。
頃襄王14年（紀元前285年）、宛で昭襄王と会見し、同盟を結んだ。
頃襄王15年（紀元前284年）、秦の主導で韓・魏・趙など5国と連合して斉に攻め入り、斉軍に大勝して淮北を獲得した。
頃襄王19年（紀元前280年）、秦に攻められ、上庸（現在の湖北省十堰市竹山県南東）と漢水以北の土地を秦に割譲した。
頃襄王20年（紀元前279年）、秦の白起に西陵を攻め落とされる。
頃襄王21年（紀元前278年）、白起に都の郢を落とされて、先王の陵墓がある夷陵（現在の湖北省宜昌市夷陵区）を焼き払われた。そのため、陳に遷都した。
頃襄王22年（紀元前277年）、秦に巫郡と黔中郡を攻め落とされる。
頃襄王23年（紀元前276年）、江東の兵卒10万人余りを募り秦に奪われた長江中流の15邑を奪回した。
頃襄王27年（紀元前272年）、韓・魏・趙と連合して燕を攻め、大勝するも、秦との戦いは常に劣勢にあり、太子の熊完（後の考烈王）を人質に差し出して和睦した。
頃襄王36年（紀元前263年）秋、薨去した。死後、王位は人質として秦にあった熊完が春申君の助力を受けて即位した。

## 子女
- 考烈王完
- 負芻[2]
- 昌文君顛[3]